# Azovsko morje
Azóvsko mórje (latinsko Palus Maeotis; grško Μαιῶτις λίμνη ali Propontis ali sedaj latinsko mare Asoviense; rusko Азовское море, latinizirano: Azovskoje more; ukrajinsko Азовське море, Озівське море, latinizirano: Azovs'ke more, Ozivs'ke more; adigejsko Хы мыутӏэ, latinizirano: Xı mıut’ə; krimskotatarsko Azaq deñizi) je celinsko morje, ki predstavlja stranski zalivski severnovzhodni del Črnega morja in je povezan z njim prek Kerškega preliva. Na severu ga omejuje Ukrajina, na vzhodu Rusija in na zahodu polotok Krim. Na zahodu leži 110 km dolga ozka Arabatska kosa in za njo zelo slane močvirnate lagune Sivaš.
Stari Grki so morje imenovali Μαιῶτις, Rimljani Palus Maeotis, Skiti Kargaluk, Arabci Nitšlah ali Baral-Azov, Turki Barjal-Assak ali Bahr-Assak ('Temnomodro morje', v sodobni turščini Azakdenizi), Genovežani in Benečani Mare delle Zabacche (Mare Tane).
Skrajni točki morja sta 45° 12′ 30″ in 47° 17′ 30″ severno ter 59° 29′ 26″ in 56° 54′ 31 vzhodno. Azovsko morje je dolgo 343 km in široko 135 km (največ 231 km) z obsegom 1.472 km. Razteza se na površini 37.555 km². Glavni reki, ki pritekata v morja sta Don in Kuban. Zaradi pritokov je voda v morju skoraj sladka in sveža. Prav tako reke prinašajo veliko količino mulja. Azovsko morje je najplitvejše morje na svetu s povprečno globino 13 m. Kjer je naneslo veliko mulja (na primer v Taganrogškem zalivu na severovzhodu) je povprečna globina manj kot meter. Glavni morski tok teče od vzhoda proti zahodu. Plimovanje je spremenljiva in lahko preseže tudi 5 m. Pozimi je velik del morja zaledenel. Zmrzovanje vode se začne novembra, največje je februarja, marca in aprila pa se led stali. Zaradi zmrzali in odjuge nastaja velikokrat megla. V Kerškem prelivu je zaradi močnih tokov plovba otežena.
Pomembna pristanišča ob obali so Berdjansk, Mariupol v Ukrajini, Rostov na Donu, Taganrog in Ejsk v Rusiji. V morje vstopata dva prekopa — Prekop Volga–Don in povezava do Kaspijskega jezera, prekop Manič. Črno morje, Azovsko morje in Kaspijsko jezero so bili nekdaj povezani. Na morju je zelo pomemben ribolov, kakor tudi nahajališča plina in nafte.
Obala je iz peščenjakov, v južnem delu pa jo sestavljajo apnenčaste skale. Na nekaterih delih se naplavinski nanosi širijo prek zalivov in rečnih ustij.
Zgodovinsko gledano je v morju živelo več kot osemdeset ribjih vrst in tudi 300 različnih vrst nezvretenčarjev. Raznolikost morskega življenja in njegovo količino je zmanjšal prekomerni ribolov in naraščjajoče onesnaženje. Morju grozi osušitev.